# Olga Alifiravets
Olga Alifiravets (belarussisch Вольга Аліфіравец, russisch Ольга Алифировец, * 8. Juni 1987 in Nawapolazk, Weißrussische SSR, Sowjetunion) ist eine ehemalige Biathletin, die bis 2008 für Belarus und von 2015 bis 2018 für Schweden startete.

## Werdegang

### Anfänge (1995 bis 2008)
Olga Alifiravets betreibt seit 1995 Biathlon. Ihre ersten internationalen Rennen bestritt sie im Europacup der Junioren im Winter 2004/05. Im März 2005 gewann sie bei den Biathlon-Juniorenweltmeisterschaften 2005 im finnischen Kontiolahti die Bronzemedaille. Ihre erste Podiumsplatzierung erreichte sie beim Juniorensprint des Europacups 2007/08, als sie das Sprintrennen in Geilo gewann. Es folgten mehrere Podiumsplatzierungen in Brezno, Turin sowie in Valromey. Sie gewann die Sprint-, Verfolgungs- und Gesamtwertung der Junioren in diesem Winter.

### Nationenwechsel (2008 bis 2015)
Nach dem Ende der Saison 2007/08 heiratete Alifiravets und beendete vorerst ihre aktive Karriere als Biathletin. Kurz darauf wanderte sie mit ihrem Ehemann nach Schweden aus und bekam ein Kind. Einige Zeit später nahm sie in Schweden wieder an Amateurrennen im Biathlon teil und nachdem sie die schwedische Staatsbürgerschaft erhalten hatte, wurde sie in die Nationalmannschaft aufgenommen.

### Neustart für Schweden (2015 bis 2018)
Ab der Saison 2015/16 startete sie für Schweden im IBU-Cup und nahm an den Wettkämpfen in Idre, Nové Město na Moravě und Ridnaun sowie an den Biathlon-Europameisterschaften 2016 in Tjumen teil. Im Folgejahr konnte sie in Kontiolahti erstmals an alte Erfolge anknüpfen. Mit einem dritten Platz im Einzelrennen erreichte sie ihre erste Podiumsplatzierung im IBU-Cup, nach einem 24. Platz im Sprint verbesserte sie sich im Verfolgungsrennen auf den 4. Rang und verfehlte knapp ihre zweite Podiumsplatzierung. Es folgten zwei weitere Top-10-Platzierungen in Otepää. Sie wurde für das Weltcupfinale in Oslo nominiert, in ihrem ersten Weltcuprennen verfehlte sie als 85. des Sprints sowohl die Qualifikation für das Verfolgungsrennen als auch die Punkteränge deutlich. Auch in der Saison 2017/18 wurde die Schwedin nach einigen guten Leistungen im IBU-Cup in der höchsten Rennklasse eingesetzt. In Antholz erreichte Alifiravets das Verfolgungsrennen, wo sie mit Rang 48 recht knapp einen Punktgewinn verpasste. Auch an den Biathlon-Europameisterschaften 2018 nahm sie noch teil, ihre letzten Bewerbe lief die Schwedin Anfang Februar in Martell.
Im September 2018 verkündete Alifiravets ihren Rücktritt vom aktiven Leistungssport.

## Statistiken

### Weltcupplatzierungen
Die Tabelle zeigt alle Platzierungen (je nach Austragungsjahr einschließlich Olympische Spiele und Weltmeisterschaften).
- 1.–3. Platz: Anzahl der Podiumsplatzierungen
- Top 10: Anzahl der Platzierungen unter den ersten zehn (einschließlich Podium)
- Punkteränge: Anzahl der Platzierungen innerhalb der Punkteränge (einschließlich Podium und Top 10)
- Starts: Anzahl gelaufener Rennen in der jeweiligen Disziplin
- Staffel: inklusive Mixed- und Single-Mixed-Staffeln

| Platzierung         | Einzel | Sprint | Verfolgung | Massenstart | Staffel | Gesamt |
| ------------------- | ------ | ------ | ---------- | ----------- | ------- | ------ |
| 1. Platz            |        |        |            |             |         |        |
| 2. Platz            |        |        |            |             |         |        |
| 3. Platz            |        |        |            |             |         |        |
| Top 10              |        |        |            |             |         |        |
| Punkteränge         |        |        |            |             |         |        |
| Starts              |        | 2      | 1          |             |         | 3      |
| Stand: Karriereende |        |        |            |             |         |        |

### Juniorenweltmeisterschaften
Ergebnisse bei den Juniorenweltmeisterschaften:
| Weltmeisterschaften | Weltmeisterschaften | Einzel | Sprint | Verfolgung | Staffel |
| Jahr                | Ort                 | Einzel | Sprint | Verfolgung | Staffel |
| ------------------- | ------------------- | ------ | ------ | ---------- | ------- |
| 2005                | Kontiolahti         | 10.    | 4.     | 3.         | 6.      |
| 2006                | Presque Isle        | 15.    | 10.    | 7.         | 10.     |
| 2007                | Martell             | 46.    | 24.    | 29.        | 11.     |
| 2008                | Ruhpolding          | 10.    | 26.    | 11.        | 9.      |